# Акжигітська сільська адміністрація
Акжигі́тська сільська адміністрація (каз. Ақжігіт ауылдық әкімдігі, рос. Акжигитская сельская администрация) — адміністративна одиниця у складі Бейнеуського району Мангистауської області Казахстану. Адміністративний центр та єдиний населений пункт — село Акжигіт.
Населення — 2031 особа (2021; 2567 у 2009, 2496 у 1999, 2464 у 1989).
Станом на 1989 рік існувала Акжигітська сільська рада (села Акжигіт, Кзил-Ту). 2005 року ліквідовано село Кизилту. 2006 року було утворено село Тажен, яке 2008 року утворило окремий Таженський сільський округ. 2017 року Акжигітський сільський округ перетворено в Акжигітську сільську адміністрацію.

## Склад
До складу округу входять такі населені пункти:
| Населений пункт | Колишні назви | Населення, осіб (1989) | Населення, осіб (1999) | Населення, осіб (2009) | Населення, осіб (2021) |
| --------------- | ------------- | ---------------------- | ---------------------- | ---------------------- | ---------------------- |
| Акжигіт, село   | -             | 1822                   | 1431                   | 2567                   | 2031                   |
| Кизилту, село   | Кзил-Ту       | 642                    | 1065                   | -                      | -                      |